# Bongó (szerencsejáték)
A Bongó az OTP Sportfogadási és Lottóigazgatósága, később a Szerencsejáték Rt. által szervezett, úgynevezett passzív számsorsjáték volt 1989 és 1993 között. Havi sorsolásait az akkori két magyar nyelvű tévécsatorna közül az MTV2 közvetítette minden hónap utolsó szombatján. A hatos lottóéhoz hasonlóan az országot járó 70 perces élő show-műsor házigazdája a kor egyik népszerű műsorvezetőpárosa, Antal Imre és Kudlik Júlia voltak.
A Bongó pályafutásának a közelgő gépesítés vetett véget, ekkor vezettek be olyan újításokat a lottóknál, mint a kombinációs és öthetes játék, valamint a Bongót felváltó, hatszámjegyű Joker.

## Szabályok
A Bongó „passzív számsorsjáték” (hasonlóan a Jokerhez), ami azt jelenti, hogy a fogadó nincs befolyással arra, milyen számokat játszik meg, a fogadott számokat készen kapja egy előrenyomtatott sorsjegyen. A Bongó esetében ez egy hétszámjegyű biankó sorszámot jelentett. Ezekhez az OTP bankfiókjaiban, a totó-lottó kirendeltségeken és a hírlapárusoknál lehetett hozzájutni.
Mivel számjegyeket húztak a tízes számrendszerből (0–9), ezért a nyerési esélyeket tíz hatványaival leírhatjuk: a telitalálat elméleti esélye 1 : 10 000 000, vagyis 1 : 107 volt (valójában kisebb, mert kevesebb sorsjegyet hoztak forgalomba).
A Jokerhez hasonlóan a Bongón is hátulról, vagyis az egyes helyi értéktől kezdve kellett a nyereményjogosultságot ellenőrizni. Eszerint a nyerőosztályok a következők voltak:
- VI. nyerőosztály, az utolsó két számjegy egyezik a kisorsoltakkal – 70 forint;
- V. nyerőosztály, az utolsó három számjegy egyezik – 700 forint;
- IV. nyerőosztály, az utolsó négy számjegy egyezik – 7000 forint;
- III. nyerőosztály, az utolsó öt számjegy egyezik – 70 000 forint;
- II. nyerőosztály, az utolsó hat számjegy egyezik – 700 000 forint;
- I. nyerőosztály (telitalálat) – minimum 7 millió forint.

A játék ára megegyezett a lottóéval, azaz tíz forintba került egy szelvény megvásárlása. Az első játékra, amelyet 1989. július 29-én 21:30-tól tartottak a tévé nyilvánossága előtt, ötmillió szelvényt bocsátottak forgalomba, így a nyertes szelvények számát előre megadták a következők szerint:
- VI. nyerőosztály – 45 ezer darab;
- V. nyerőosztály – 4500 darab;
- IV. nyerőosztály – 450 darab;
- III. nyerőosztály – 45 darab;
- II. nyerőosztály – 4 darab;
- I. nyerőosztály – a potenciális telitalálat.

Az első sorsolásra Somogy megyéből az összes odaszállított szelvényt felvásárolták, összességében pedig mintegy 82 ezer szelvény kelt el, a következő havira már több, mint 140 ezer. Az elsőként kihúzott számsor a 3910311 volt.
1992-től a főnyeremény minimum tízmillió forint volt, az addigi, maximum egy tárgynyeremény-húzást megsűrítették (ekkor már a lottón nem volt rendszeres tárgynyeremény-sorsolás), két-három személygépkocsit is kisorsoltak különálló műsorban, a sorsjegy árát viszont 20 forintra emelték. A szokásos hóvégi számsorsolás az MTV1-re költözött.

## Sorsolási gálaműsor
A sorsolásokat nagyszabású show keretében az akkori Magyar Televízió élőben közvetítette. Az első adás vendége volt például Klausjürgen Wussow, A klinika című NSZK tévésorozat főszereplője, mellette a kor népszerű színészei (Gálvölgyi János, Mikó István), színitársulatai, énekesei fogadták el a felkérést.
A nyeretlen Bongó sorsjegyek tulajdonosai között alkalmanként tárgynyereményeket, 1989 szilveszterén például hat Opel Kadett személygépkocsit sorsoltak ki.

## Nyerőszámok és telitalálatok

### 1989
- 1989. július: 3 910 311[13]
- 1989. augusztus: 1 231 892
- 1989. szeptember: 7 886 161[14] (Kondoroson telitalálatos szelvényt adtak fel.[15])
- 1989. október: 1 777 057[16] (Tab településre került a nyertes szelvény, de senki nem vásárolta meg, így novemberben 14 millió forintért lehetett játszani.[17])
- 1989. november: 4 015 818[18] (Pécsen egy 75 éves nyugdíjas telitalálatos szelvényt adott fel, a 14 milliós főnyereményt családja körében osztotta szét.[19][20])
- 1989. december: 4 345 346[21] (A nyertes szelvényt egy pécsi házaspár Mohácson vásárolta meg.[22] Az eddigi nyeretlen szelvények között Opel gépkocsikat sorsoltak ki.)

### 1990
- 1990. január: 5 413 297[23] (A telitalálatos sorsjegyet az OTP celldömölki fiókjában fizették ki.[24])
- 1990. február: 6 545 961[25]
- 1990. március: 2 083 186[26]
- 1990. április: 1 965 851[27]
- 1990. május: nem ismert
- 1990. június: 2 199 583[28] (A nyertes szelvény Nagyatádon talált gazdára.[29])
- 1990. július: 3 921 477[30] (Nagykónyi telitalálat született.[31] Az első félév tárgynyeremény-sorsolását ekkor tartották.)
- 1990. augusztus: 2 203 863[32] (A telitalálat tízmillió forintot ért, a plusz három milliót fel nem vett nyereményekből pótolták ki.[33])
- 1990. szeptember: 1 615 688[34] (A telitalálat itt is tízmillió forintot ért.)
- 1990 október: 4 675 429[35] (Nem adták el a nyertes szelvényt., így novemberben – a játék történetében másodszor – 14 millió forint volt a tét.[36])
- 1990. november: 1 636 273[37]
- 1990. december: 2 947 990[38] (Tízmillió forint volt a főnyeremény, a második félévi nyeretlen szelvények között tárgynyeremény-sorsolást is tartottak, hat Mitsubishi Lancer személyautóért,[39] 1991-ben minden hónapban egy autót sorsoltak ki.)

### 1991
- 1991. január: 5 910 053[40]
- 1991. február: 2 314 145[41] (Bács-Kiskun megyében adták fel a nyertes sorsjegyet.[42])
- 1991. március: 3 304 422[43] (Nem volt telitalálat.)
- 1991. április: 4 017 790[44] (14 millió Ft volt a tét.)
- 1991. május: 2 014 310[45]
- 1991. június: 4 053 695[46]
- 1991. július: 2 492 021[47] (14 millió forintot lehetett nyerni.[48])
- 1991. augusztus: 2 780 685[49] (Ettől a hónaptól kezdve Ford Escort gépkocsit sorsoltak havonta a nyeretlen szelvények között.)
- 1991. szeptember: 1 805 409[50] (Minden addiginál magasabb, 21 millió forint volt a telitalálatért járó nyeremény.)
- 1991. október: 3 532 450[51] (14 millió volt a főnyeremény.)
- 1991. november: 2 356 510[52] (Ismét Mitsubishit sorsoltak a nyeretlen sorsjegyek között.)
- 1991. december: 3 407 671[53] (A 7 milliós főnyeremény Balassagyarmatra került.[54] Ismét Fordot sorsoltak a nyeretlen sorsjegyek között.)

### 1992
- 1992. január: 3 607 201[55] (Innentől minden hónapban legalább 10 millió forintot ért a telitalálat.)
- 1992. február: 1 646 759[56]
- 1992. március: 2 048 879[57]
- 1992. április: 3 607 549[58] (10 700 000 forintot fizetett a nyertes szelvény.)
- 1992. május: 1 381 262[59]
- 1992. június: 1 770 563[60]
- 1992. július: 2 026 600[61]
- 1992. augusztus: 1 658 652[62]
- 1992. szeptember: 1 314 219[63]
- 1992. október: 1 765 649[64]
- 1992. november: 2 096 950[65]
- 1992. december: 2 021 088[66]

### 1993
- 1993. január: 2 152 466[67]
- 1993. február: 2 627 377[68]
- 1993. március: 1 452 681[69]
- 1993. április: 1 608 681[70]
- 1993. május: 1 545 602[71] (A telitalálatos szelvényt Mezőberényben adták fel.[72])
- 1993. június (utolsó sorsolás): 2 308 536[73]